# Gobiodon citrinus
Gobiodon citrinus (також відомий як Бичок-клоун і як отрута або Бичок цитриновий) — вид риб родини бичких (Gobiidae). Сягають розміру 6,6 см в довжину. Мають різні кольори тіла і можуть бути або темно-коричневий або світло-жовтий. Вони також мають сині вертикальні лінії, які проходять обік ока і зябер.
Зустрічається у Індо-Вест-Пацифіці: Червоне море, на південь до затоки Мапуту і Мозамбіка, на схід до Самоа, на північ до південної Японії, на півдні до Великого Бар'єрного рифу. Поширений в таких країнах, як Фіджі та Шрі-Ланка.
Іноді трапляється в акваріумній торгівлі. Цей вид в акваріумі живиться мізидами та артемією.